# Calvin Valies
Calvin Moreno Valies (sinh ngày 22 tháng 1 năm 1995) là một cầu thủ bóng đá người Hà Lan gốc Suriname thi đấu ở vị trí hậu vệ cho câu lạc bộ România Luceafărul Oradea.

## Sự nghiệp câu lạc bộ
Anh ra mắt chuyên nghiệp tại Eerste Divisie cho SC Telstar vào ngày 11 tháng 8 năm 2014 trong trận đấu trước Jong Ajax.